# Тай-кардинал
Тай-кардинал (лат. Evynnis cardinalis) — вид морских лучепёрых рыб семейства спаровых.
В среднем длина тела составляет 20 см, максимальный размер — 40 см.
Вид обитает на западе Тихого океана от Японии до Вьетнама и Индонезии, включая прибрежные воды Китая и Филиппин. Особи живут в рифах на глубине до 100 м.
Питается беспозвоночными и водорослями.